# Севилска катедрала
Севилската катедрала (на испански: Catedral de Sevilla) или катедрала „Дева Мария де ла Седе“ (на испански: Catedral de Santa María de la Sede) е катедрала в Севиля (Андалусия, Испания), най-голямата готическа църква в Европа.

## Описание
Построена е през периода 1401 – 1519 на мястото на бивша джамия, останала след Реконкистата. Размерите са около 116 м дължина и 76 м ширина. Църквата е пет корабна с централен олтар, чийто купол се извисява на 56 м над трансепта (напречния кораб). Често се цитира решението от 1401 г., според което настоятелството решило „да построи толкова хубава църква, че да остане ненадмината завинаги. Нека след завършването и потомците се възторгват и да си кажат, че тези, които са се осмелили да замислят тази работа, са били луди“.
Пет години след края на строителството, през 1511 г., куполът на църквата се срутва и работата по нея е подновена. Той отново пада през 1888 г., като възстановителните работи продължават поне до 1903 г. Инцидентът през 1888 г. се дължи на земетресение и довежда до унищожаването на „всеки ценен предмет“ под купола.
В сумрака на църквата се пазят немалко реликви и съкровища, в това число картини на Мурильо, Диего Веласкес, Франсиско де Сурбаран и Гоя. Казват, че кръстът на катедралата е изработен от първото злато, докарано от Колумб от Америка, а в самата катедрала се намират тленните останки на мореплавателя. Всъщност тялото му най-вероятно е погребано в Санто Доминго, столицата на Доминиканската Република. Оловната гробница на Колумб през 1544 г. била транспортирана от Севиля в катедралата на Санто Доминго. Смята се, че през 1795 г. неговите останки били пренесени в Хавана, а сто години по-късно – от Хавана в Севиля. Но някъде през годините всичко се е объркало и днес се приема, че в Севилската катедрала се намират останките на сина на Колумб – Диего.
Камбанарията на катедралата е наречена Хиралда. Това е кула с височина от 114 м с богата украса и орнаменти, в която са разположени 22 хармонично настроени камбани. Първоначално е била построена като минаре през 1196 г. от Якуб ал-Мансур, с височина 82 метра. 32-метровата надстройка е добавена през 1568 г.

## Галерия
- Севилската катедрала
- Фасада
- Изглед от източната страна
- Изглед от южната страна
- Вътрешен изглед
- Изглед откъм двора Patio de los Naranjos
- Поглед към Хиралда от Patio de los Naranjos
- Изглед към покрива на катедралата от Хиралда
- Вътрешен изглед
- Надгробие на гроба на Колумб в църквата